# Sri Pendowo (Bandar Sribawono)
Sri Pendowo is een bestuurslaag in het regentschap Lampung Timur van de provincie Lampung, Indonesië. Sri Pendowo telt 4771 inwoners (volkstelling 2010).